# الفرنك المالي
الفرنك المالي العملة المستقلة لمالي بين عامي 1962 و1984. وعلى الرغم من تقسيمه تقنيًا إلى 100 سنتيم، لم تُصدر أي تقسيمات فرعية.

## تاريخ
حتى عام ١٩٦٢، استخدمت مالي الفرنك الغرب أفريقي. طُرح الفرنك المالي في ذلك العام على قدم المساواة مع الفرنك الأفريقي، ولكن انخفضت قيمته مقارنةً به في عام ١٩٦٧ بسبب تضخم أكبر في البلاد مقارنةً بمنطقة الفرنك الأفريقي. في عام ١٩٨٤، أعادت مالي اعتماد الفرنك الأفريقي، بحيث أصبح فرنكان ماليان = فرنك أفريقي واحد.

### أسعار الصرف
- 1 يوليو 1962 إلى 4 مايو 1967: ربط العملة بالفرنك الفرنسي (1 MLF = 0.02 FRF = 1 XOF).
- 5 مايو 1967 إلى 31 مايو 1984: انخفضت قيمة الفرنك المالي بنسبة 50% (1 مليون فرنك مالي = 0.01 فرنك فرنسي = 0.50 فرنك غرب أفريقي) بسبب التضخم الأكبر في مالي مقارنة بالدول التي تستخدم الفرنك الأفريقي.

في الأول من يونيو/حزيران 1984، أعادت مالي اعتماد الفرنك الأفريقي، الذي يساوي فرنكين ماليين.

## عملات معدنية
في عام ١٩٦٢، صدرت عملات ألمنيوم (بتاريخ ١٩٦١) بفئات ٥ و١٠ و٢٥ فرنكًا. وصدر إصدار ثانٍ من الألمنيوم والنيكل والنحاس بين عامي ١٩٧٥ و١٩٧٧ بفئات ١٠ و٢٥ فرنكًا من الألمنيوم، و٥٠ و١٠٠ فرنكًا من النيكل والنحاس.

## الأوراق النقدية
أصدر بنك جمهورية مالي أوراقًا نقدية بتاريخ 22 سبتمبر 1960 عام 1962 بفئات 50 و100 و500 و1000 و5000 فرنك. وفي عام 1967، صدر إصدار ثانٍ بتصميمات جديدة بنفس فئات السلسلة السابقة. وبعد الإطاحة بموديبو كيتا في 19 نوفمبر 1968، تأسس بنك مالي المركزي، وتولى إصدار الأوراق النقدية مع طرح سلسلة ثالثة عام 1971 من أوراق نقدية من فئات 100 و500 و1000 و5000 و10000 فرنك.